# Canso d'Antioca

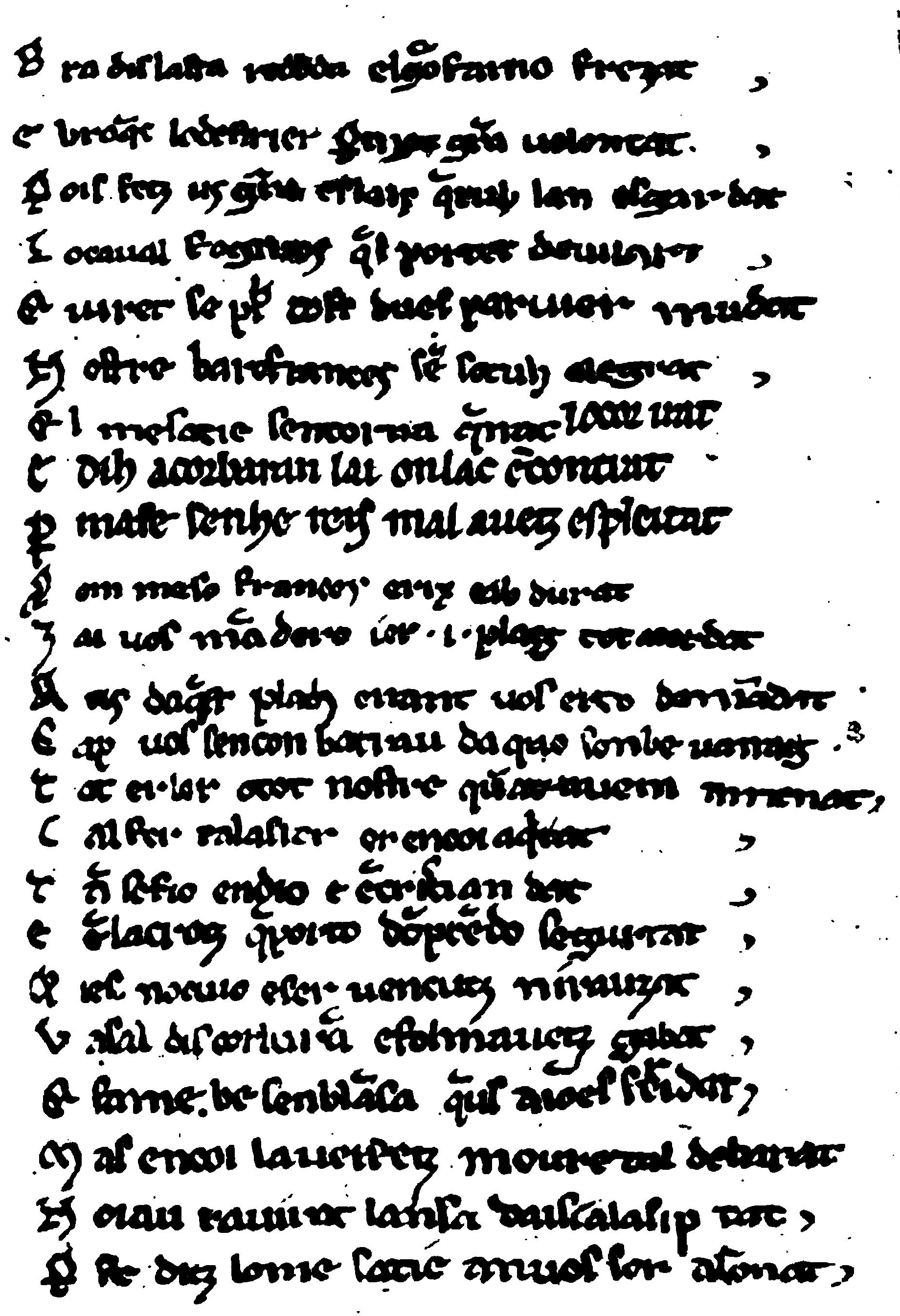
Canso d'Antioca. Biblioteca de la Real Academia de la Historia, Madrid

La Canso d'Antioca è un poema epico in occitano del tardo secolo XII nella forma di una chanson de geste che descrive la prima crociata fino all'assedio di Antiochia (1098). Di essa ci resta solo un frammento di 707 alessandrini contenuto in un manoscritto conservato alla Biblioteca de la Real Academia de la Historia di Madrid.
La Canso è una rielaborazione di un precedente racconto epico occitano della prima crociata scritto da Gregorio Bechada probabilmente tra il 1106 e il 1118. Essendo parzialmente basata su testimoni oculari, la Canso serve di per sé come fonte per il contributo occitano ad Antiochia. Essa enfatizza le gesta eroiche dei cavalieri della Francia meridionale, specialmente Gouffier de Lastours, e dell'Italia meridionale, gli italo-normanni sotto Boemondo di Taranto. Si è talvolta ipotizzato che avesse estesamente trattato di Raimondo IV di Tolosa, ma la sua figura non è stata trovata nei frammenti sopravvissuti.
La canso servì da modello letterario per la Canso de la crosada del XIII secolo di Guilhem de Tudela e per la Storia della Guerra di Navarra del tardo XIII secolo di Guilhem Anelier. Parti di essa sono state anche tradotte in castigliano per la Gran Conquista de Ultramar, la quale anche contiene materiale unico possibilmente preso in prestito dalla versione completa della Canso o dal precedente poema epico di Bechada.